# Oratório de São Silvestre

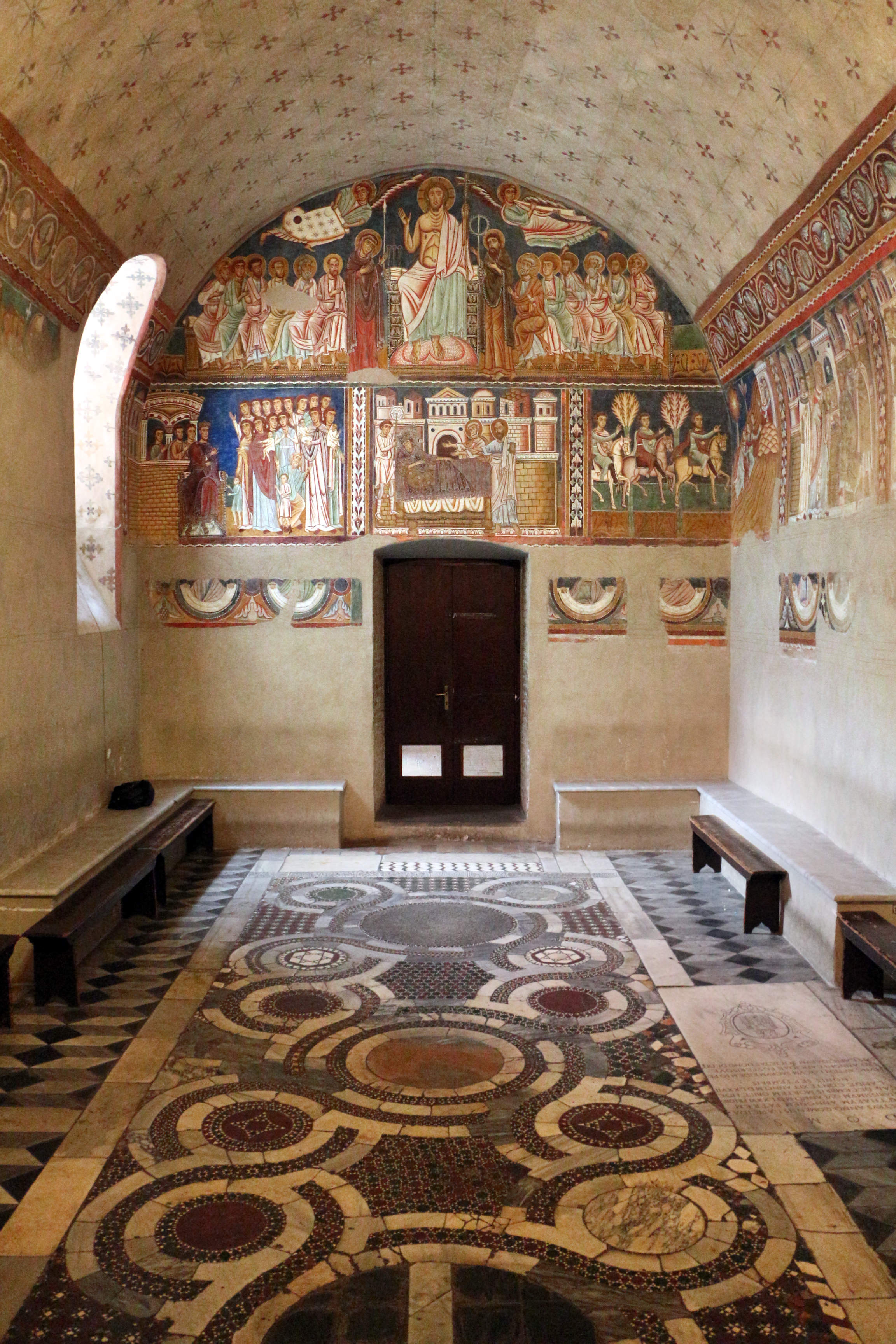
Vista do interior.

Oratório de São Silvestre (em italiano: Oratorio di San Silvestro) é um oratório localizado perto da entrada da basílica de Santi Quattro Coronati, no rione Celio de Roma, com acesso através do primeiro pátio externo do complexo. É dedicado a São Silvestre.

## História

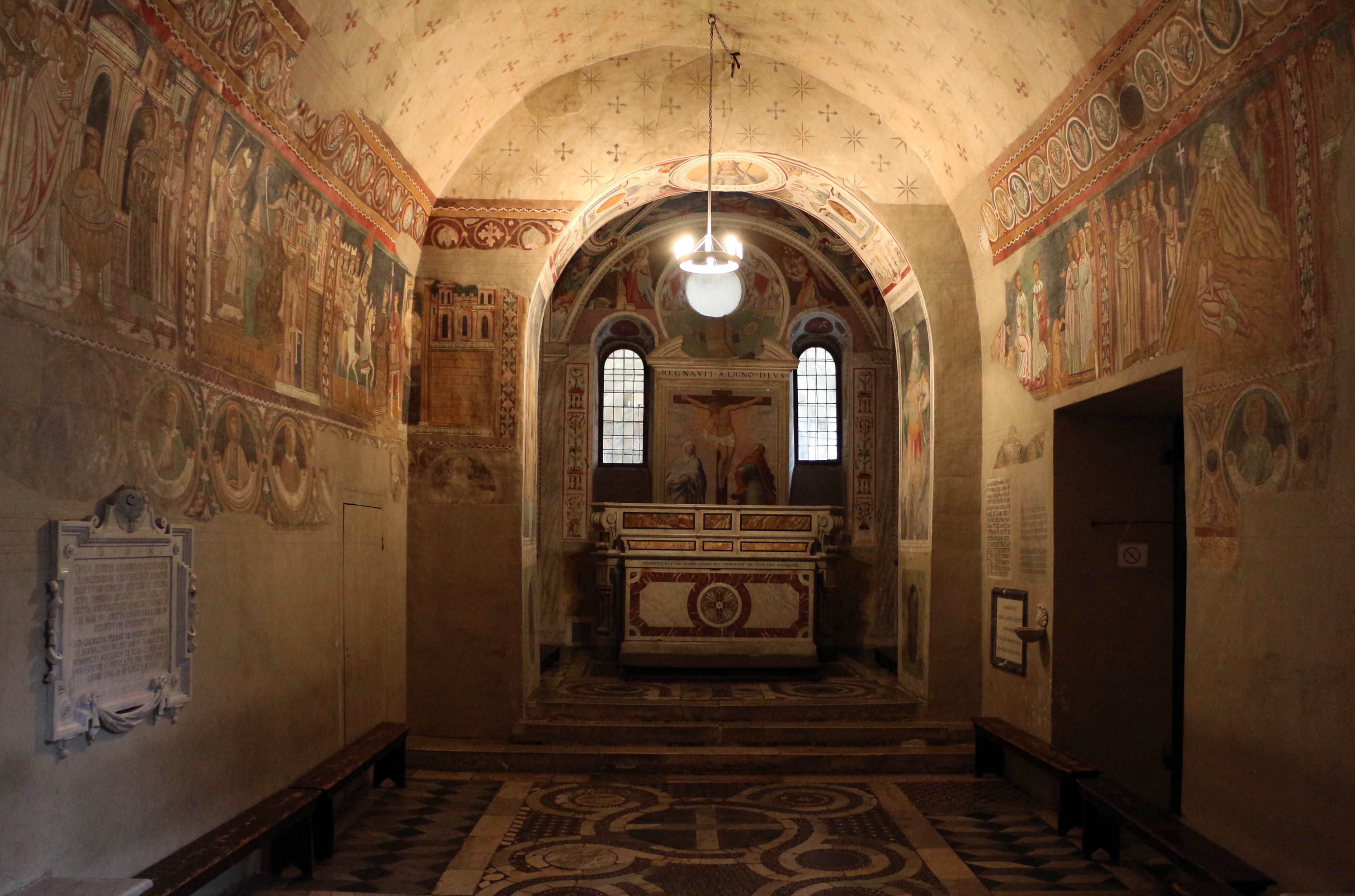
Outra vista do interior.

Este oratório foi construído em 1246 por vontade de Stefano Normandis, cardeal-presbítero do título de Santa Maria in Trastevere, e foi consagrado no mesmo ano, um evento recordado numa inscrição comemorativa, pelo bispo de Óstia Rinaldo dei Conti di Segni, futuro papa Alexandre IV. Decorado mais tarde (1248) pelo mestre bizantino no século XVI, tornou-se o oratório da universidade dos escultores e trabalhadores do mármore (em italiano:  marmorari).

## Descrição
Na luneta sobre o portal da entrada está um afresco, "Juízo Final", com Cristo juiz, Maria, São João, apóstolos e dois anjos. O interior do oratório é retangular coberto por uma abóbada de berço decorada com estrelas e cruzes; no centro estão colocadas cinco majólicas originais formando uma cruz grega; o pisto é um trabalho em cosmatesco. Na base da abóbada está um friso com motivos florais.

### Actus Silvestri
Nas paredes laterais está um ciclo de afrescos composto por onze cenas pintado em 1248. Mariano Armellini conta que uma inscrição indicava a data: "A.D. MCCXLVIII hoc opus divitia fieri fecit. Este ciclo é conhecido como "Actus Silvestri" e é uma referência à lendária vida do imperador romano Constantino I::
| - Parede de ingresso: - Constantino acometido pela peste - Pedro e Paulo aparecem em sonho a Constantino e exortam a convidar o papa Silvestre de volta a Roma - Os mensageiros imperiais se dirigem ao monte Soratte para se encontrar com Silvestre | - Parede esquerda: - Os mensageiros de Constantino deixam o monte Soratte - Silvestre volta a Roma e mostra a Constantino as efígies de Pedro e Paulo - Constantino recebe o batismo pelas mãos de Silvestre - Silvestre é entronizado diante de Constantino, já curado da peste - Silvestre cavalga acompanhado por Constantino | - Parede da direita - Silvestre ressuscita um touro sacrificado por um sacerdote judeu - Helena, mãe de Constantino, recupera a Vera Cruz - Silvestre livra o povo romano de um dragão |

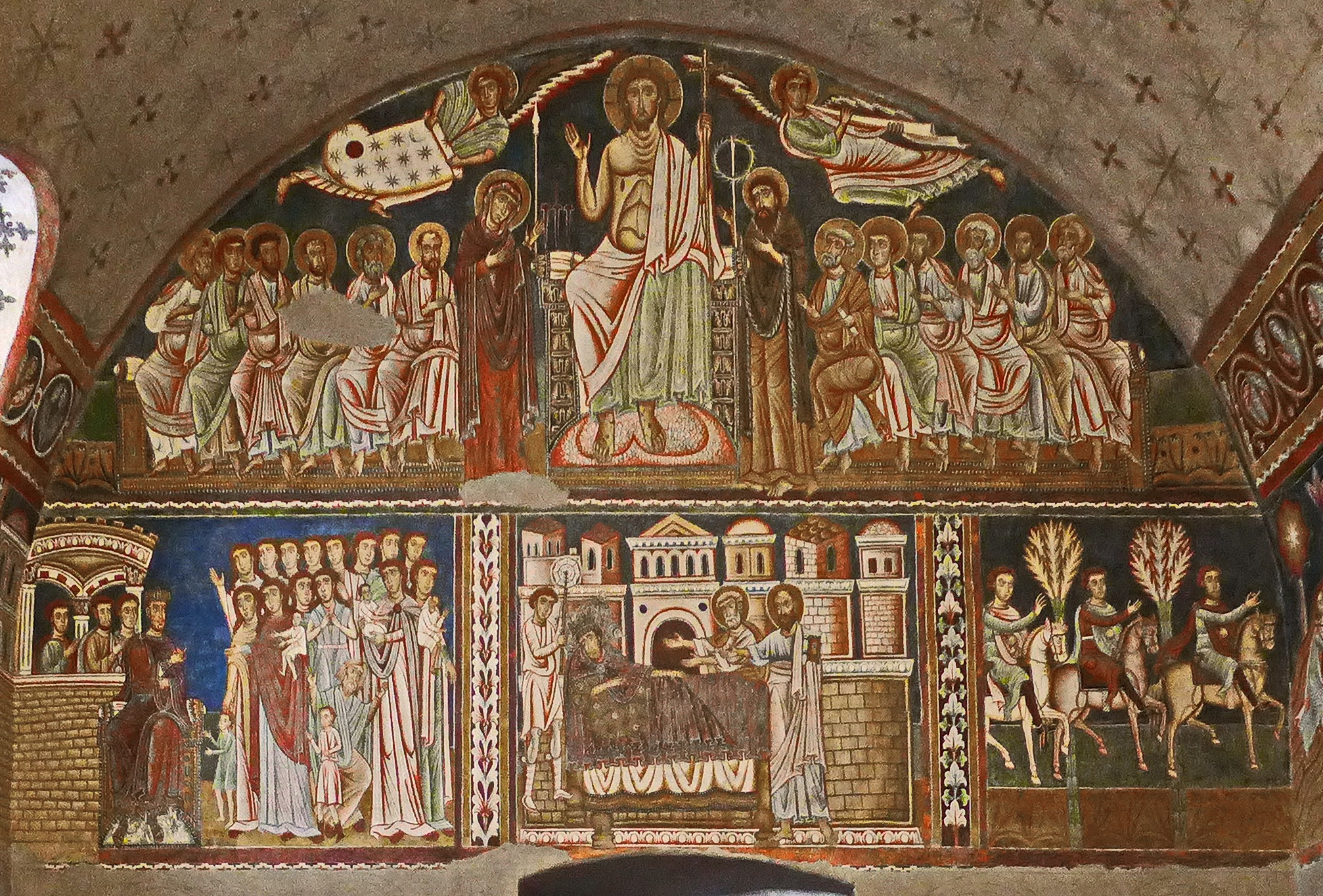
Detalhe dos afrescos.

Segundo Carlo Villa, "estes afrescos constituíam uma «propaganda» política da falsa «doação de Constantino», aproveitada pelo papado como forma de prestígio contra o imperador até o final da Idade Média". Rendina segue pela mesma linha: "Estas pinturas se tornaram um meio de propaganda para demonstrar a superioridade dos poderes da Igreja de Roma sobre os imperiais; especialmente no caso do papa Inocêncio IV, que na época estava em conflito com imperador Frederico II.
O patrono destas afrescos foi o cardeal Stefano Conti, que, durante a fuga do papa na França, foi nomeado "vigário do papa". Como tal, ele vivia em Santi Quattro Coronati e não havia lugar melhor para propagandear o papa como sucessor não apenas de São Pedro, mas também como sucessor de Constantino e dos imperadores romanos. No século XVI foi acrescentado um pequeno presbitério acima de uma plataforma com três degraus. Os afrescos que o decoram, de 1574, se referem ao martírio dos Quatro Santos Coroados, obra de Raffaellino da Reggio. Segundo Rendina, este "é um ambiente extraordinário, uma esquina da Idade Média, melhor conservado do que a própria igreja.